# District de Central Otago

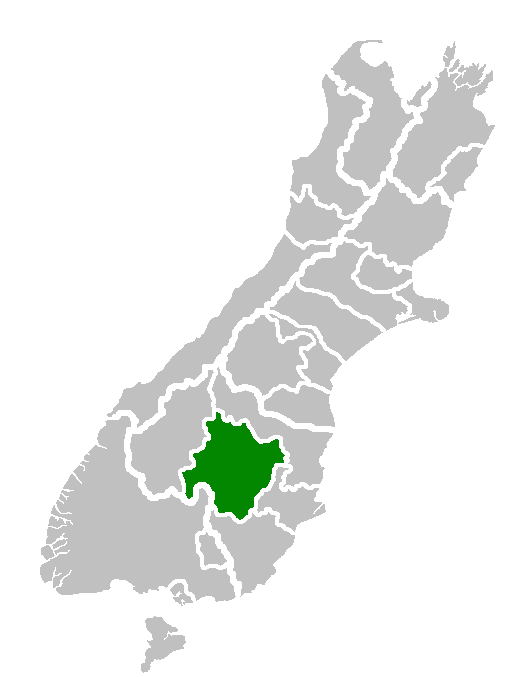
Localisation du district sur une carte de l'île du Sud

Le district de Central Otago est situé dans la région d'Otago, dans le sud de l'île du Sud de la Nouvelle-Zélande. Toutefois, la zone appelée Central Otago comprend non seulement le district ainsi nommé mais également le district de Queenstown-Lakes, à l'ouest.

## Géographie
S'étendant sur 9 959,24 km2, il est dominé par les montagnes des Alpes du Sud et traversé par le fleuve Clutha et ses affluents. Le plateau du Maniototo (en), situé entre le cours supérieur du fleuve Taieri et un affluent septentrional du Clutha, la rivière Manuherikia, est également considéré comme une partie du Central Otago.

## Climat
Caractérisée par ses hivers froids et ses étés chauds et secs, la région est la plus froide de Nouvelle-Zélande.

## Population
La région est peu peuplée, quoiqu'il y ait du développement autour des villes touristiques de Queenstown et de Wanaka. Le recensement de 2006 a dénombré 16 647 habitants.
La colonisation européenne du Central Otago commença à Gabriel's Gully, près du village de Lawrence, en 1861 lors de la ruée vers l'or.

## Économie
L'économie est centrée sur l'élevage de moutons, la culture de drupes et le tourisme. Depuis plusieurs années, on voit des élevages de cerfs et des vignobles (cépage majoritaire, le pinot noir, résistant au froid).